# Марек Собола
Марек Собола (на словашки: Marek Sobola) е ландшафтен архитект, професионален градинар, дизайнер и хералдически художник.

## Биография
Роден е на 3 юли 1981 година в Жилина.

## Проекти
Статуя на св. Ян Непомуцки в Дивина
Проектът за обновяване на статуята на чешкия светец Ян Непомуцки в с. Дивина, Северна Словакия е реализиран под патронажа на Посолството на Федерална република Германия в Словакия.
Негови патрони са камбоджанският крал Нородом Сиамони и бившият български цар Симеон II. Донори по проекта за обновяване на статуята, освен Жилинската духовна околия са Франц Баварски, Ордена на Светия гроб Господен, Рицарският орден на кръстоносците с червена звезда и Митрополитският капитул при „Свети Вит“ в Прага, който е собственик на надгробния паметник на светеца.
На 2 юни 2017 г. статуята е тържествено осветена от Томаш Галис, епископ на Жилинската епархия, и официално е открита от Йоахим Блайкер, посланик на Германия в Словакия.
Дърво на мира
Инициатор е също на международния проект „Дърво на мира“, по който участниците увековечават паметта на безименните герои от бойните полета от Първата световна война.

## Галерия
- Вертикална градина, „Gothal“ Липтовска Осада
- Статуя на св. Ян Непомуцки в Дивина

## Хералдика
- Тонга епархия (на латински: Dioecesis Tongana)
- Американска Самоа Паго Паго епархия (на латински: Dioecesis Samoa–Pagopagensis)
- Хониара Архиепархия, Соломонови острови (на латински: Archidioecesis Honiarana)